# Martin 2-0-2
Die Martin 2-0-2 war ein zweimotoriges Verkehrsflugzeug des US-amerikanischen Herstellers Glenn L. Martin Company aus den 1940er-Jahren. Es konnte bis zu 40 Passagiere befördern. Aufgrund eines Konstruktionsfehlers an den Tragflächen musste die Produktion zeitweilig unterbrochen werden. Nach der Auslieferung von nur 47 Exemplaren erfolgte 1950 die Ablösung durch das Nachfolgemodell Martin 4-0-4. Die 2-0-2 war nicht mit einer Druckkabine versehen, was gegenüber der konkurrierenden Convair CV-240 ein wesentlicher Nachteil für den Verkauf war.

## Geschichte

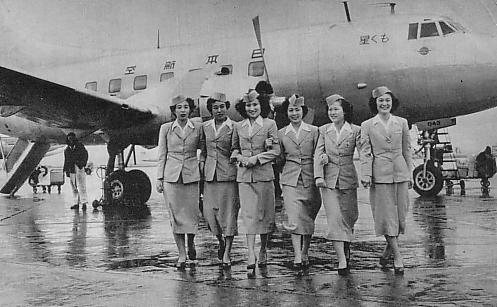
Martin 2-0-2 der Japan Air Lines

Die Entwicklung begann 1945 aufgrund einer Ausschreibung der Fluggesellschaft American Airlines. Die 2-0-2 sollte die veraltete Douglas DC-3 ersetzen. Der Erstflug fand am 22. November 1946 statt. Im folgenden Jahr begann die Auslieferung der ersten von jeweils 50 bestellten Exemplaren der Northwest Airlines und Eastern Air Lines. Eine mit einer Druckkabine ausgerüstete Version ging als 3-0-3 ab 1947 in die Erprobung.
Der Absturz eines Flugzeuges im Jahre 1948 erzwang die Einstellung der Produktion. Nach der Ermittlung eines Konstruktionsfehlers erfolgte der Umbau der bereits ausgelieferten Flugzeuge.
Ab 1950 bot Martin die überarbeitete Version 2-0-2 A an, die über neu konstruierte Tragflächen und verbesserte Motoren (Pratt & Whitney R-2800-CB16 mit 1.765 kW (2.400 PS)) verfügte. Von ihr konnten aber nur zwölf Flugzeuge an TWA verkauft werden. Die Frachtversion 2-0-3 fand keinen Abnehmer und ging nicht mehr in Produktion. Im Oktober 1951 nahm die neugegründete Japan Air Lines ihren Flugbetrieb mit drei Martin 2-0-2 auf, die von Transocean Air Lines geleast und durch diese betrieben wurden.
Zahlreiche Flugzeuge gingen später in den Besitz kleinerer US-amerikanischer Fluggesellschaften über und dienten teilweise noch in den 1980er-Jahren als Frachtmaschinen.

## Konstruktion
Die 2-0-2 war ein als Tiefdecker ausgelegtes Ganzmetallflugzeug und verfügte über ein einziehbares Dreibeinfahrwerk. Als Antrieb dienten zwei Doppelsternmotoren Pratt & Whitney Double Wasp mit je 1490 kW.
Nachdem ein Flugzeug der Northwest Airlines 1948 in einem Sturm abgestürzt war, stellte die Untersuchungskommission Materialermüdung als Ursache fest. Die Holme der Tragflächen waren aus einer ungeeigneten Aluminiumlegierung gefertigt worden und mussten ausgetauscht werden.

## Zwischenfälle
Während der Betriebszeit der Martin 202 kam es zu 13 Totalverlusten mit 163 Todesfällen. Vollständige Liste:
- Am 29. August 1948 zerbrach knapp sieben km nordwestlich von Winona (Minnesota) die Martin 2-0-2 der US-amerikanischen Northwest Airlines mit dem Luftfahrzeugkennzeichen NC93044 beim Durchflug eines Gewitters. Alle 37 Menschen an Bord wurden getötet (siehe auch Northwest-Airlines-Flug 421).[2]

- Am 7. März 1950 wurde eine Martin 2-0-2 der US-amerikanischen Northwest Airlines (N93050) im Anflug auf die Landebahn 35 des Flughafens Minneapolis-Saint Paul (USA) in den Boden geflogen. In schlechtem Wetter flogen die Piloten das Flugzeug beim Versuch eines Sichtanflugs unter den Gleitpfad des Instrumentenlandesystems und weit weg vom Signal des Landekurssenders, woraufhin es in einer Höhe von nur 21 Metern rund 1,3 Kilometer vor der Landebahn und 200 Meter westlich der Anfluglinie mit einer Fahnenstange kollidierte. Die beschädigte Maschine flog dann noch 6,1 Kilometer nach Westen weiter von Kurs weg, bis die linke Tragfläche abbrach und es zum Absturz auf ein Haus kam. Das ausgebrochene Feuer zerstörte auch das Wohnhaus. Durch diesen CFIT (Controlled flight into terrain) wurden alle 13 Insassen, drei Besatzungsmitglieder und 10 Passagiere, getötet, ebenso wie die zwei Bewohner des brennenden Hauses (siehe auch Northwest-Airlines-Flug 307).[3]

- Am 13. Oktober 1950 stürzte eine Martin 2-0-2 der US-amerikanischen Northwest Airlines (N93037) bei Almelund (Minnesota) ab, 75 Kilometer nordnordöstlich des Startflughafens Minneapolis-Saint Paul (USA). Nachdem sich der rechte Propeller von alleine in die Umkehrschub-Stellung gebracht hatte, war das Flugzeug nicht mehr zu kontrollieren und stürzte zu Boden. Alle 6 Insassen, drei Besatzungsmitglieder und drei Passagiere, kamen ums Leben (siehe auch Flugunfall der Northwest Airlines bei Almelund).[4]

- Am 7. November 1950 wurde eine Martin 2-0-2 der Northwest Airlines (N93040) auf dem nur rund 80 Kilometer langen Flug von Helena (Montana) nach Butte (Montana) fünf Kilometer östlich des Zielflughafens in einen Bergrücken geflogen. Alle 21 Insassen wurden getötet. Das vorgeschriebene Anflugverfahren war trotz zweifelhafter Wetterbedingungen mit Wolken und Schauern nicht eingehalten worden.[5][6]

- Am 16. Januar 1951 verunglückte eine Martin 2-0-2 der US-amerikanischen Northwest Airlines (N93054) nahe Reardan, Washington (USA) auf dem Flug von Spokane nach Wenatchee. Nach einem Notruf stürzte die Maschine steil zu Boden. Alle sieben Passagiere und drei Crewmitglieder an Bord starben.[7]

- Am 5. November 1951 wurde eine Martin 2-0-2 der US-amerikanischen Transocean Air Lines (N93039) beim Anflug auf den  Tucumcari Municipal Airport, New Mexico, in Wetterbedingungen unter den vorgeschriebenen Minima in den Boden geflogen. Einer der 29 Insassen starb.[8]

- Am 9. April 1952 wurde eine von der US-amerikanischen Northwest Airlines gemietete Martin 2-0-2 (N93043) der Japan Airlines während eines japanischen Inlandsfluges in den Mihara-Vulkan (Japan) geflogen. Durch diesen CFIT (Controlled flight into terrain) wurden alle 37 Personen an Bord getötet, vier Besatzungsmitglieder und 33 Passagiere.[9]

- Am 12. Januar 1955 kollidierte eine Martin 2-0-2 der US-amerikanischen Trans World Airlines (TWA) (N93211) kurz nach dem Start vom Flughafen Cincinnati in etwa 250 m Höhe mit einer Douglas DC-3 (N999B) und stürzte 4 km westlich ab. Alle 13 Insassen sowie die beiden der DC-3 kamen um (siehe auch Trans-World-Airlines-Flug 694).[10][11]

- Am 14. November 1955 geriet an einer Martin 2-0-2 der US-amerikanischen Allegheny Airlines (N172A) während eines Trainingsflugs das linke Triebwerk in Brand. Bei der Landung auf dem Flughafen Wilmington (Delaware, USA) brach das linke Hauptfahrwerk zusammen. Das Flugzeug wurde irreparabel beschädigt. Alle drei Besatzungsmitglieder überlebten.[12]

- Am 30. Dezember 1955 wurde eine Martin 2-0-2 der US-amerikanischen Southwest Airways (N93061) auf dem Flughafen San Francisco (Kalifornien, USA) bei einem Hangarbrand zerstört. Personen kamen nicht zu Schaden.[13][14]

- Am 21. August 1959 wurde eine Martin 2-0-2A der US-amerikanischen Pacific Air Lines (N93202) auf dem Flughafen Burbank (Kalifornien, USA) bei einem Unfall am Boden irreparabel beschädigt. Die geparkte Maschine wurde durch eine Curtiss C-46 Commando (N111E) gerammt. Personen kamen nicht zu Schaden.[15]

- Am 1. Dezember 1959 prallte eine Martin 2-0-2 der US-amerikanischen Allegheny Airlines (N174A) 2,1 Kilometer südlich des Flughafens Williamsport (Pennsylvania, USA) nach Kompassproblemen während des Anflugs gegen einen Berg. Von den 26 Insassen wurden 25 getötet, alle vier Besatzungsmitglieder und 21 Passagiere.[16]

- Am 2. November 1963 wurde eine Martin 2-0-2 der US-amerikanischen Allegheny Airlines (N177A) beim Rollen auf dem Flughafen Newark (New Jersey, USA) irreparabel beschädigt. Es gab keine Personenschäden.[17]

## Technische Daten
| Kenngröße             | Daten |
| --------------------- | --- |
| Besatzung             | 3 |
| Passagiere            | 36–40 |
| Länge                 | 21,70 m |
| Spannweite            | 28,40 m |
| Höhe                  | 8,60 m |
| Flügelfläche          | 80,3 m² |
| Flügelstreckung       | 10,0 |
| Leermasse             | 10.230 kg |
| Startmasse            | 16.600 kg |
| Reisegeschwindigkeit  | 458 km/h |
| Höchstgeschwindigkeit | 500 km/h |
| Dienstgipfelhöhe      | 6.900 m |
| Reichweite            | 2.900 km |
| Triebwerke            | zwei luftgekühlte 18-Zylinder-Doppelsternmotoren Pratt & Whitney R-2800 CA-18 mit jeweils 1.490 kW (2.026 PS) |